# Rachel Warren
Rachel Warren ist eine britische Klima- und Nachhaltigkeitswissenschaftlerin. Sie ist Professorin für globalen Wandel und Umweltbiologie am Tyndall Centre for Climate Change Research.

## Leben
Warren studierte Physik und Naturwissenschaften an der Universität Cambridge und promovierte 1989.

## Wirken
Warren befasste sich früh mit den Auswirkungen von FCKW und Fluorcarbonen auf das Ozonloch.
Warrens Arbeit befasst sich mit den Themen Klimawandel und Nachhaltigkeit. Ihre Schwerpunkte sind insbesondere die Messung der durch rechtzeitige Schutzmaßnahmen vermeidbaren Auswirkungen des Klimawandels sowie die Auswirkungen des Klimawandels auf die Artenvielfalt. Warren hat sich zuletzt mit der Erfüllbarkeit der Ziele des Pariser Übereinkommens befasst, die Erderwärmung auf deutlich unter 2 °C und möglichst 1,5 °C über dem vorindustriellen Niveau zu begrenzen. Sie ist eine der Verfasserinnen des Sonderberichts 1,5 °C globale Erwärmung des IPCC.
Warren war am Vierten (2007) und Fünften Sachstandsbericht des IPCC (2014) beteiligt.